# 雅各布·霍尔姆
雅各布·霍尔姆（丹麥語：Jacob Holm，1995年9月5日—），丹麦男子手球运动员。他曾代表丹麦成年国家队参加2020年夏季奥林匹克运动会男子手球比赛，获得一枚银牌。